# Union Movement
Union Movement var ett fascistiskt politiskt parti grundat 1948 i Storbritannien av Oswald Mosley, som tidigare varit ledare för British Union of Fascists. Från 1951 var partiet förknippat med Malmörörelsen. Under 1970-talet övertogs dess roll i mångt och mycket av National Front.